# Фє (володар Пархе)
Фє (кор. 폐, 廢, Fei, Fe) або Фей (кит.: 廢); ім'я при народженні Тевон (кор. 대원의, 大元義, Dae Won-ui, Tae Wŏnŭi; пом. 794) — корейський правитель, четвертий володар (тійо) держави Пархе.

## Життєпис
Син Му-вана, тійо Пархе. При народженні отримав ім'я Де Вон Уї (кор. 대원의), в китайському варіанті Да Юань-і (кит.: 大元義).
Про його життя відомо замало. У 793 році після смерті брата Мун-вана, скористався смертю небожа Да Кьонріма перед тим, зумів захопити владу в державі. Втім, імовірно, не мав значної підтримки. Невдовзі група чиновників і знаті, які підтримували онука Мун-вана — Де Хуа Йьо — влаштувала заколот, вбивши Де Вон Уї. Новим імператором став Де Хуа Йьо під ім'ям Сон. Загиблому правителю той надав посмертне ім'я Фє-ван.